# Franz Blöchl

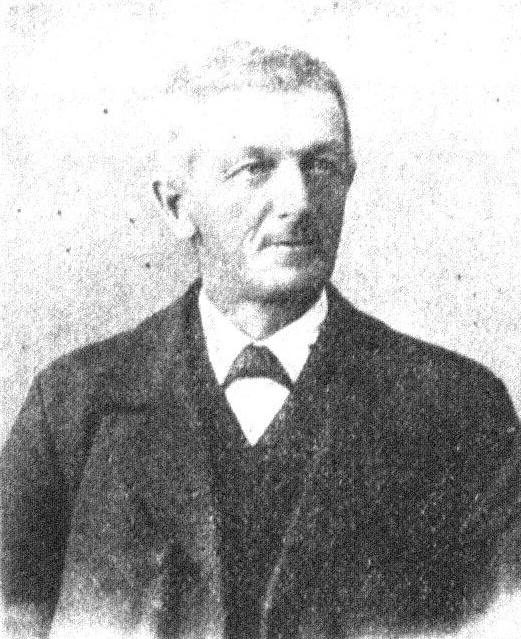
Franz Blöchl, aus Wiener Bilder vom 5. Juni 1907

Franz Blöchl (* 26. April 1845 in Grub, Gemeinde Lasberg; † 22. Februar 1909 in Lichtenau, Gemeinde Grünbach) war Landwirt und Abgeordneter zum Österreichischen Abgeordnetenhaus.

## Leben
Franz Blöchl war Sohn des gleichnamigen Landwirts Franz Plöchl († 1874). Er besuchte eine Volksschule in Lasberg und wurde durch die Heirat der verwitweten Besitzerin ab 1876 Landwirt (vulgo Steininger) in Lichtenau. Von 1886 bis 1897 war er auch Obmann-Stellvertreter der Genossenschaft der Landwirte im Bezirk Freistadt.
Er war von 1892 bis 1895 und von 1897 bis 1908 Mitglied im Oberösterreichischen Landtag (VIII., IX. und X. Wahlperiode), als Abgeordneter der Landgemeinden (Wahlbezirk Freistadt). Von 1880 bis 1909 war er Bürgermeister von Grünbach. Er war Besitzer des goldenen Verdienstkreuzes mit der Krone.
Er starb am 22. Februar 1909 im Alter von 63 Jahren an Mastdarmkrebs.
Er war römisch-katholisch und ab 1876 verheiratet mit seiner Cousine Franziska Blöchl, verwitwete Blöchl († 1894), mit der er zwei Söhne hatte, die beide jung verstorben sind. Nach dem Tod seiner Ehefrau heiratete er 1895 Marie Affenzeller, verwitwete Fischerlehner († 1904) und nach deren Tod heiratete er im Jahr 1905 Katharina Dobusch, mit der er eine Tochter und einen Sohn hatte.

## Politische Funktionen
Franz Blöchl war vom 31. Januar 1901 bis zu seinem Tod am 22. Februar 1909 Abgeordneter des Abgeordnetenhauses im Reichsrat (X. und XI. Legislaturperiode) und war dort während der X. Legislaturperiode für die Kurie Oberösterreich, Landgemeinden 2 (Freistadt, Leonfelden, Weißenbach, Perg, Mauthausen, Grein, Prägarten) und während der XI. Legislaturperiode für den Wahlbezirk Oberösterreich 14 (Landgemeinden Freistadt, Prägarten, Unterweißenbach) zuständig. Sein Nachfolger war Johann Nepomuk Hauser.

## Klubmitgliedschaften
Franz Blöchl war ab 1901 Mitglied im Zentrum-Klub (der sich hauptsächlich aus Mitgliedern der Katholischen Volkspartei zusammensetzte) und ab 1907 bei der Christlichsoziale Vereinigung.